# Fiat Dovunque 33
Le Fiat 612 ou SPA Dovunque 33 est un camion militaire lancé en 1931 par le constructeur italien Fiat V.I. et sa filiale SPA. 
Le Dovunque 33 est né sous le nom de Fiat 612 en 1931 comme successeur du Fiat 611C Colonial, lui aussi à 3 essieux. Les tests menés sur le prototype révélèrent l'intérêt de ce véhicule dont le premier lot fut commandé dès le début de l'année 1932. Quelques mois après sa présentation aux autorités pendant les manœuvres d'août 1932, le Fiat 612 fut adopté et rebaptisé SPA Dovunque 33 ("dovunque" signifiant "partout", ou "tout terrain" en italien). Les premiers exemplaires furent affectés aux régiments d'artillerie comme véhicules de commandement et de liaison. Une version spéciale équipée d'un projecteur photoélectrique de 120 mm vit le jour sur ce châssis pour équiper les batteries antiaériennes de campagne.
Le SPA Dovunque 33 entra pour la première fois en action au moment de la guerre d'Éthiopie. Les 85 exemplaires employés démontrèrent leurs énormes possibilités en tout terrain qui furent jugées excellentes mais le moteur se révéla pas assez puissant et la conduite peu aisée.
Dès 1933, des demandes d'améliorations allaient déboucher sur une nouvelle version de ce camion, le Dovunque 35, dont Fiat V.I. présenta le prototype au "Centro Studi Motorizzazione" de l'Armée le 16 septembre 1935. Fiat confia alors à sa filiale depuis 1926, la société SPA, la production du nouveau modèle baptisé Dovunque 35 qui débuta en 1936 et qui remplaça le Dovunque 33. Ce véhicule était doté de suspensions renforcées, d'un moteur Fiat plus puissant, passant de 3,0 litres de cylindrée et 46 Ch à 4,0 litres et 55 ch. L'aspect extérieur restait pratiquement inchangé, mis à part les parois de la plateforme, qui étaient ajourées sur le Dovunque 33. En cas de besoin, des chenilles pouvaient être mises en place sur le tandem arrière.

## La technique du Fiat Dovunque 33
La conception générale reprend le schéma du camion Fiat 611C, basé sur un robuste châssis à longerons reposant sur 3 essieux sous la forme d'un 6x4. Le tandem arrière pouvant être équipé de chenilles lorsque les conditions du terrain traversé l'exigeaient. L'empattement sur le premier essieu moteur est de 2 700 mm, la distance entre les deux essieux moteurs étant de 1 000 mm. La largeur de la voie avant est de 1.470 mm, les voies arrière de 1 500 mm.
Il est donc logique de retrouver sur les flancs du Dovunque les roues de secours, comme sur l'automitrailleuse blindée Fiat 611.
Le moteur retenu était un "Fiat type 122B" essence, 6 cylindres de 2 953 cm3 développant 46 ch à 2 000 tours par minute. Il disposait d'une boîte de vitesses à 4 rapports avant plus marche arrière et un réducteur qui venait doubler le nombre de vitesses. Ce véhicule inaugure le passage de Fiat V.I. à la cabine avancée qui lui sera si chère. Le plateau pouvait accueillir 20 soldats sur deux rangées longitudinales ou 2,0 tonnes de charge utile.

## Caractéristiques techniques du Fiat 612M - Dovunque 33
- Moteur :  Fiat essence Tipo 122B - 6 cylindres de 2 953 cm3
- Puissance :  46 Ch
- Vitesse maximale : 47 km/h
- Poids à vide : 3 790 kg
- Poids total en charge : 5 790 kg
- Autonomie : 280 km sur route

| Modèle                                   | Type                            | Années de production | Type moteur | Cylindrée | Puissance CV DIN  | PTC en tonnes |
| ---------------------------------------- | ------------------------------- | -------------------- | ----------- | --------- | ----------------- | ------------- |
| Fiat 621                                 | Camion, Châssis                 | 1929 - 1939          | Fiat 121    | 2516      | 45                | 4,8           |
| Fiat 618                                 | Remplace le 614, Châssis cabine | 1934                 | Fiat 118    | 1758      | 38                | 3,65          |
| Fiat 618                                 | Variante moteur                 | 1934 - 1937          | Fiat 118 A  | 1943      | 43                | 4,00          |
| Fiat 618M/C                              | Version Militaire / Coloniale   | 1934 - 1937          | Fiat 118 A  | 1943      | 43                | 3,45          |
| Fiat 611C - 6x4 Camion militaire         | Camion Militaire                | 1930 - 1931          | Fiat 122    | 2 532     | 46 à 3 300 tr/min | 6,10          |
| Fiat 611 C/1 - 6x4 Camion militaire      | Camion Militaire                | 1930 - 1931          | Fiat 122B   | 2 952     | 58 à 2 800 tr/min | 6,10          |
| Fiat 612 - Dovunque 33 (6x4) - 3 essieux | Camion Militaire                | 1932 - 1935          | Fiat 122B   | 2953      | 46                | 5,80          |
| SPA Dovunque 35 (6x4)                    | Camion Militaire                | 1936 - 1948          | Fiat 18 D   | 4053      | 60                | 7,4           |

## Utilisateurs
Outre le Regio Esercito du Roi d'Italie, l'armée hongroise a acquis 33 exemplaires du Fiat 612 Dovunque 33, poste photo électrique de 120 cm bâché, en 1936.